# Xylonymus
Xylonymus é um género botânico pertencente à família Celastraceae.